# Далмине
Далмине (итал. Dalmine) је насеље у Италији у округу Бергамо, региону Ломбардија.
Према процени из 2011. у насељу је живело 22881 становника. Насеље се налази на надморској висини од 204 м.

## Становништво
| 1936. | 1951. | 1961.  | 1971.  | 1981.  | 1991.  | 2001.  | 2011.  |
| ----- | ----- | ------ | ------ | ------ | ------ | ------ | ------ |
| 6.614 | 8.510 | 12.281 | 15.035 | 16.808 | 18.511 | 21.459 | 22.881 |